# ملعب حمد الكبير
استاد حمد الكبير أو ما يسمى استاد النادي العربي، هو ملعب مخصص لكرة القدم يقع في الدوحة ، يتسع 13 ألف متفرج، يلعب فيه النادي العربي.